# اویاما ایوائو
اویاما ایوائو ((به ژاپنی: 大山巌 Ōyama Iwao)؛ زاده ۱۲ نوامبر ۱۸۴۲ – درگذشته ۱۰ دسامبر ۱۹۱۶) یک فرد نظامی اهل ژاپن بود.